# Піддубці (Шепетівський район)
Підду́бці — село в Україні, у Берездівській сільській громаді Шепетівського району Хмельницької області. Населення становить 359 осіб.

## Географія
Розташоване на півночі колишнього Славутського району на лівому березі річки Кірчик, яка впадає в річку Случ.

## Походження назви
Найменування села Піддубці походить від його розташування в дубовому рідколіссі в минулому, основною породою дерев там був дуб.

## Історія
Вперше село Піддубці-Малі було населено на пагорбі річки Кірчик. Зараз це урочище Болотяна. На цьому місці зараз знаходять різні речі: це і знаряддя обробітку ґрунту, серпи, кам'яні знаряддя. Речі, які були знайдено, тепер перебувають у сільському музеї.
Піддубці згадуються в архівних документах 1585 року з судових актів втікаючих селян до князя Василя Костянтина Острозького.
Село колись належало до Забаро-Корецького ключа. В 17 ст. була то власність князів Чорторийських, від них перейшло до князів Любомирських, а пізніше — до шляхтичів Малинських.
У 19 столітті в селі 144 селяни і 745 десятин селянської землі, дерев'яна церква — Успенська.
У 1906 році село Берездівської волості Новоград-Волинського повіту Волинської губернії. Відстань від повітового міста 38 верст, від волості 12. Дворів 97, мешканців 578.
За переписом 1911 року до великої? земельної власності Малинських належало там 1593 десятин.
Відносилось до Звягельського повіту, Волинської губернії.
7 (20) листопада 1917 року, відповідно до Третього Універсалу Української Центральної Ради, увійшло до складу Української Народної Республіки.
З 1921 по 1939 рік за селом був кордон з Польщею.
12 червня 2020 року, відповідно до розпорядження Кабінету Міністрів України № 727-р «Про визначення адміністративних центрів та затвердження територій територіальних громад Хмельницької області», увійшло до складу Берездівської сільської громади.
19 липня 2020 року, в результаті адміністративно-територіальної реформи та ліквідації Славутського району, село увійшло до складу Шепетівського району.

## Населення
Згідно з переписом УРСР 1989 року чисельність наявного населення села становила 372 особи, з яких 176 чоловіків та 196 жінок.
За переписом населення України 2001 року в селі мешкало 357 осіб.
Станом на 1 січня 2011 року в селі проживало 259 осіб, в тому числі дітей дошкільного віку — 29, шкільного віку — 30, громадян пенсійного віку — 124, працюючих громадян — 63.

### Мова
Розподіл населення за рідною мовою за даними перепису 2001 року:
| Мова       | Відсоток |
| ---------- | -------- |
| українська | 98,89 %  |
| російська  | 1,11 %   |

## Символіка
Затверджена 23 грудня 2016 р. рішенням № 15 XVII сесії сільської ради VII скликання. Герб є промовистим.

### Герб
На зеленому щиті два золоті жолуді з трьома листками, навколо них ще 5 таких же листків, 2:2:1. Щит вписаний в золотий декоративний картуш і увінчаний золотою сільською короною. Внизу картуша напис «ПІДДУБЦІ» і дата «1586».
У гербі зашифрована назва села — дуб, від якого пішли менші, тобто піддубці.

### Прапор
У центрі квадратного зеленого полотнища два жовті жолуді з трьома листками. В кутках полотнища по одному жовтому вертикальному дубовому листку.

## Уродженці
- Іван Яремович Бойчак (16 січня 1921 — 27 листопада 1972) — український літературознавець, літературний критик. Кандидат філологічних наук (1957). Член Спілки письменників України.